# Markt (Biberbach)
Markt ist ein Kirchdorf und Ortsteil des Marktes Biberbach im schwäbischen Landkreis Augsburg in Bayern (Deutschland).

## Geschichte
Die Ortschaften Markt und Biberbach waren im Mittelalter in Besitz der Marschälle von Pappenheim. Bereits 1214 werden sie in einem Urbar erwähnt. Ein Nachkomme verkaufte die gesamte Herrschaft Biberbach am 16. Juni 1514 für 32.000 Gulden an Jakob Fugger, der die Burganlage von Markt zum Schloss ausbauen ließ. Das uralte Marktrecht des heutigen Ortsteiles Markt wurde offenbar später auf den 3 km südlichen Wallfahrtsort, dem heutigen Markt Biberbach, übertragen.
Bis zur Gebietsreform in Bayern am 1. Juli 1972 gehörte die selbstständige Gemeinde Markt mit ihrem Ortsteil, der Einöde Ehekirchmühle, zum Landkreis Wertingen und wurde dann dem Landkreis Augsburg (zunächst mit der Bezeichnung Landkreis Augsburg-West) zugeschlagen. Am 1. Mai 1978 wurde Markt in den Markt Biberbach eingemeindet. Markt und Ehekirchmühle gehören zur katholischen Pfarrei Sankt Jakobus major in Biberbach.

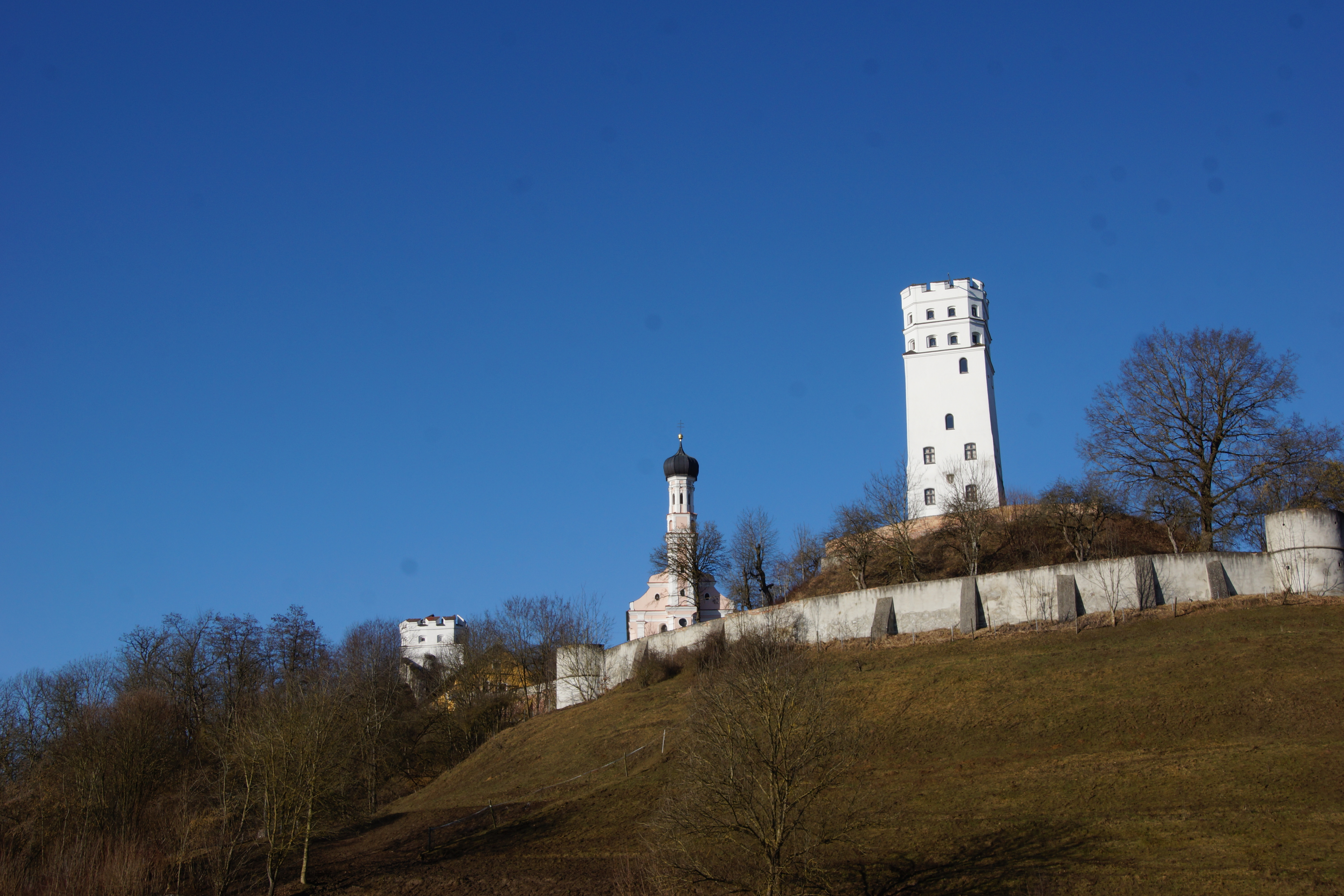
Burg Markt

Oberhalb der Ortschaft liegt die Burg Markt. Die Spornburg stammt vermutlich aus dem 14. Jahrhundert und wurde nach dem Erwerb durch Jakob Fugger 1508 im Jahr 1525 neu errichtet. Davon erhalten sind der Bergfried, die Maueranlage und der Onoldsbacher Turm. Im Hof befindet sich die katholische Schlosskapelle St. Johannes der Täufer. Sie wurde 1738/39 im Stile des Barocks von Simon Rothmiller erbaut. Die Kapelle ging 1923 durch eine Schenkung der Familie Fugger in den Besitz der Pfründestiftung Markt über.